# Macchi M.67
Il Macchi M.67 era un idrocorsa (idrovolante da corsa) con configurazione "a scarponi" realizzato dall'azienda italiana Aeronautica Macchi per partecipare all'edizione del 1929 della Coppa Schneider.
Sviluppo del precedente M.52 ne conservava l'aspetto generale adottando una motorizzazione più potente.

## Storia del progetto
Dopo che nella decima edizione della Coppa Schneider, disputata il 26 settembre 1927 sul circuito del Lido di Venezia, i tre M.52 furono costretti al ritiro, l'allora segretario di Stato all'aviazione Italo Balbo si prodigò per coinvolgere le aziende aeronautiche italiane per presentare nuovi progetti atti a ricercare una rivincita dell'Italia, politicamente ansiosa di glorificare in una manifestazione tanto popolare i fasti del nuovo regime fascista. Approfittando della cadenza biennale del trofeo si riteneva che l'industria aeronautica riuscisse a realizzare un nuovo e più prestazionale idrocorsa lasciando ampia libertà ai progettisti di decidere la configurazione più idonea ed alle aziende costruttrici di impostare nuove unità motrici. Lo sforzo si concretizzò in quattro nuove proposte, gli innovativi Piaggio P.C.7 e Savoia-Marchetti S.65 ed i più tradizionali Fiat C.29 ed M.67.
Il P.C.7 era un progetto molto particolare e soffrì di numerosi problemi di messa a punto rivelatisi insormontabili e l'S.65 venne giudicato poco adatto per l'impresa. Ad una valutazione comparativa il C.29 risultò più lento dell'M.67 di circa 50 km/h per cui venne definitivamente scelto il Macchi richiedendone tre esemplari ed abbandonando le altre proposte.
Il primo esemplare completato, registrato con la matricola militare (M.M.) 103, svolse le prime prove di flottaggio il 7 luglio 1929, ai comandi del tenente Remo Cadringher della Scuola Alta Velocità di Desenzano del Garda, il quale lo portò in volo per la prima volta il successivo 10 luglio. Il secondo esemplare (M.M.104), completato poco dopo, risultò fatale al capitano Giuseppe Motta, deceduto in seguito all'incidente occorsogli il 22 agosto dello stesso anno, seguito dall'ultimo esemplare, l'M.M.105.
Benché si fossero presentati dei problemi di messa a punto del motore Isotta Fraschini, i due M.67 rimasti vennero inviati a Calshot, località di fronte all'isola di Wight, per partecipare alla competizione. Oltre ai due M.67 componevano la squadra italiana un M.52, un M.52R, un C.29 ed un S.65. Dopo essere stati esaminati dai commissari vennero assegnati i numeri di gara, all'M.52R condotto da Tommaso Dal Molin il "4", all'M.M.103, ai comandi di Cadringher, il "7" ed all'M.M.105, pilotato da Monti, il "10".

## Tecnica

### Ali e impennaggi
Si trattava di un monoplano ad ala bassa, di profilo fine, biconvesso. L'ala, priva di diedro, era di forma rettangolare, notevolmente rastremata alle estremità e con struttura in legno.
Ad eccezione degli aleroni e delle estremità rastremate che avevano la copertura in compensato, la superficie dell'ala era coperta da un radiatore alare costituito da piccoli tubi d'ottone, lisci.
I piani di coda avevano forma di croce, con piani fissi e timoni. Il piano orizzontale aveva la struttura e il rivestimento di legno, su una intelaiatura di metallo.

### Fusoliera
La sagoma della fusoliera anteriormente fasciava la sagoma del motore (a tre file di cilindri) mentre posteriormente diveniva a sezione trasversale ovoidale, sino agli impennaggi. La struttura resistente era in tubi d'acciaio e comprendeva il castello motore, fino al posto di pilotaggio.
Tutta la parte anteriore della fusoliera era ricoperta da lamierino metallico mentre dal posto di pilotaggio sino alla coda la fusoliera aveva struttura e rivestimento di legno, ricoperta da tela verniciata.
I due galleggianti laterali, notevolmente allungati in avanti, con una intelaiatura metallica sulla quale era fissato il rivestimento in legno.
Nella parte centrale accoglievano i serbatoi della benzina che, realizzati in duralluminio, erano divisi da paratie stagne per impedire che il movimento del carburante alterasse l'assetto di volo. Oltre a questo, i settori che componevano i serbatoi della benzina erano fatti in modo da svuotarsi contemporaneamente.
Le gambe di forza che collegavano i galleggianti erano in tubo d'acciaio, con un rivestimento aerodinamico di lamierino di duralluminio.
Erano presenti tre radiatori dell'olio: uno sotto la fusoliera e gli altri due ai lati, nella parte superiore dei galleggianti.
La strumentazione di bordo comprendeva un indicatore di velocità, un contagiri, due indicatori per la temperatura dell'acqua (in entrata e in uscita) e altri due indicatori per la temperatura dell'olio (in entrata e in uscita), un manometro per la pressione dell'olio e una bussola.

## Esemplari sopravvissuti

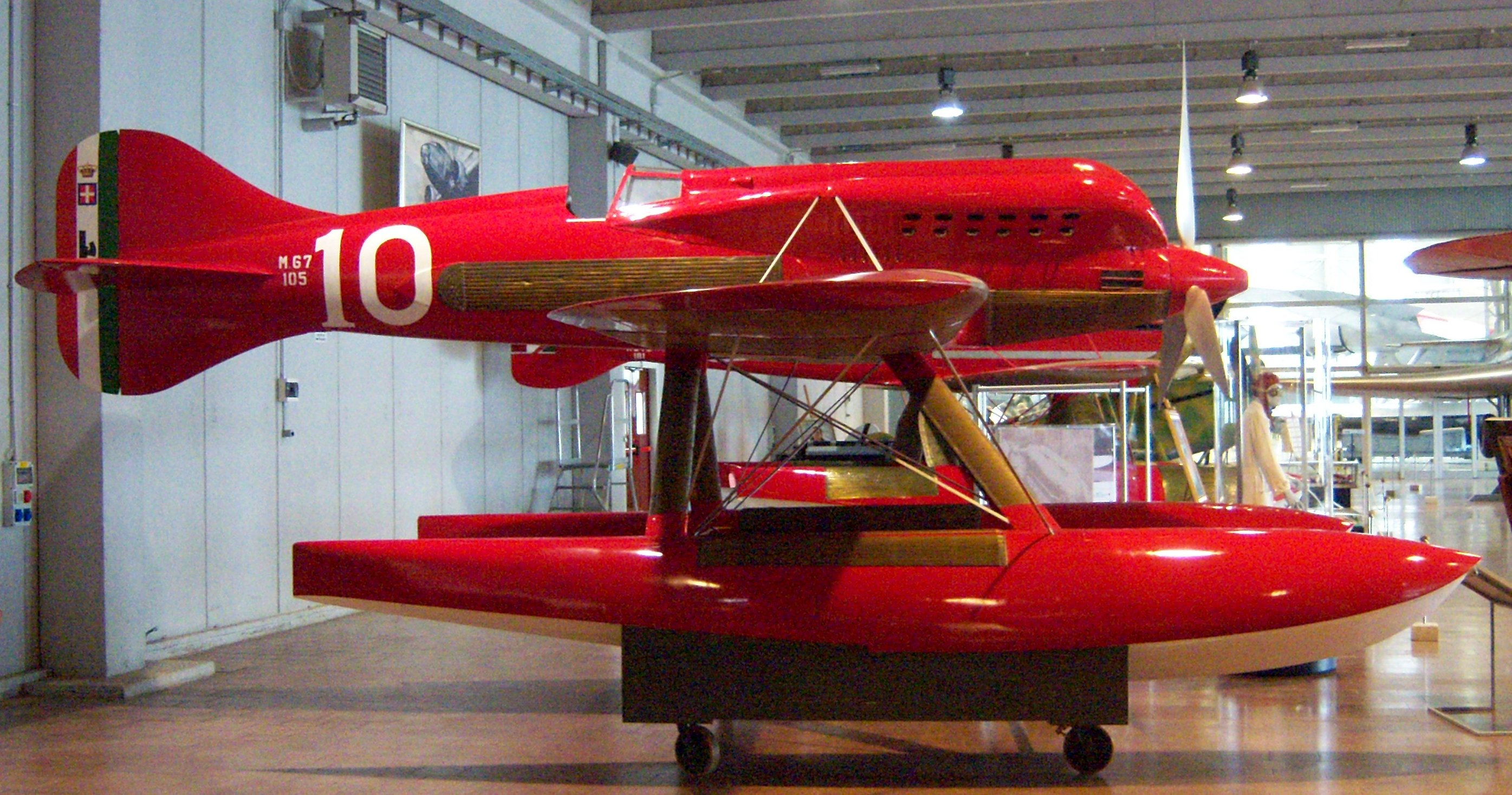
Vista laterale dell'M.67 esposto al Museo di Vigna di Valle.

L'unico M.67 sopravvissuto è l'M.M.105 condotto da Giovanni Monti con il numero 10 all'edizione della Coppa Schneider svoltasi a Calshot. Il relitto della fusoliera, giunta a Vigna di Valle dopo il termine della seconda guerra mondiale rimase a lungo all'esterno della struttura fino al suo riconoscimento, nel 1973, grazie al grande numero 10 bianco su campo rosso, quindi avviato al suo restauro presso il 3º Reparto Tecnico Aeronautico dell'Aeronautica Militare, Lecce. La fusoliera restaurata viene esposta dagli anni ottanta fino a quando, in occasione della ricorrenza dei 100 anni di volo in Italia, venne avviata la ricostruzione delle parti mancanti ed al suo definitivo riassemblaggio. Dal 2004 è esposto nella sezione dedicata al Reparto di Alta Velocità di Desenzano del Garda.

## Velivoli comparabili
Francia
- Nieuport-Delage NiD-450

 Regno Unito
- Supermarine S.5
- Supermarine S.6